# کیا رتونا
کیا رتونا (به انگلیسی: Kia Retona) یک خودروی شاسی بلند کوچک است که اصطلاحاً به آنها شاسی بلندهای سه در نیز گفته می‌شود و بر اساس جیپ‌های نظامی کیا ساخته شد. این خودرو توسط آسیا موتور ساخته شده‌است و در ابتدا با عنوان «آسیا رتونا» در برخی بازارها به فروش می‌رسید. رتونا از همان پلت فرم نسل اول کیا اسپورتیج استفاده کرده بود. از رقبای آن می‌توان به لادا نیوا، سوزوکی جیمنی و سانگ یانگ کوراندو اشاره کرد.
شما وقتی به خودروهایی مانند سانگ یانگ کوراندو و سوزوکی جیمنی نگاه می‌کنید، شباهت بسیار زیادی بین این خودروها مشاهده خواهید کرد که دلیل اصلی آن هم این است که تمامی این خودروها در جنگ جهانی دوم و براساس جیپ‌های ویلیز آمریکایی ساخته شده‌است و در ابتدا نیز همه این خودروها برای کاربردهای نظامی ساخته شده بودند. به همین خاطر خودروهایی دودیفرانسیل کوچک سایز با قابلیت تعمیر سریع و راحت بودند.
در حقیقت این خودرو که از ۱۹۹۸ تا ۲۰۰۳ تولید شده‌است نسخه شهری سری K نسخه‌هایی که برای جنگ تولید می‌شده‌است یعنی نسخه‌های km130 و km420